# Liste der Naturdenkmale in Menden (Sauerland)
Die Liste der Naturdenkmale in Menden (Sauerland) enthält die Naturdenkmale in Menden (Sauerland) im Märkischen Kreis in Nordrhein-Westfalen.

## Naturdenkmale
| Bild           | Bezeichnung                        | Ortsteil    | Lage                                                                                       | Bemerkung | Unter Schutz gestellt seit | Nummer      |
| -------------- | ---------------------------------- | ----------- | ------------------------------------------------------------------------------------------ | --- | -------------------------- | ----------- |
|                | 1 Stieleiche                       | Oesbern     | Südsüdöstlich Wolfskuhle 47 (51° 26′ 2,3″ N, 7° 51′ 32,1″ O)                               | Landschaftsprägender Einzelbaum mit einem geschätzten Alter von 160 Jahren (2020). | 1974                       | ND Len 1    |
|                | 1 Stieleiche                       | Lürbke      | Ostsüdöstlich Bremke 156 (51° 25′ 19,3″ N, 7° 53′ 25,6″ O)                                 | Landschaftsprägender Einzelbaum mit einem geschätzten Alter von 190 Jahren (2020). | 1974                       | ND Len 2    |
|                | 1 Stieleiche                       | Böingsen    | Bohnenkamp/Ecke Böingser Weg (51° 24′ 25,9″ N, 7° 51′ 20,2″ O)                             | Prägender Einzelbaum mit einem geschätzten Alter von 130 Jahren (2020). | 1974                       | ND Len 7    |
|                | 1 Stieleiche                       | Hüingsen    | Zwischen Hüingser Ring und Eichholzstraße (51° 24′ 23,7″ N, 7° 49′ 33″ O)                  | Prägender Ortsbaum mit einem geschätzten Alter von 210 Jahren (2020). | 1974                       | ND Len 10   |
|                | 3 Stieleichen                      | Bösperde    | Bahnhofstraße in Bösperde 30 (51° 27′ 32″ N, 7° 45′ 47,6″ O)                               | Prägende Hofbäume mit einem geschätzten Alter von 110 Jahren (2020). | 1974                       | ND Bös 2    |
|                | 1 Stieleiche                       | Bösperde    | Heidestraße/Ecke Osterfeld (51° 27′ 32,4″ N, 7° 45′ 32,6″ O)                               | Prägender Einzelbaum mit einem geschätzten Alter von 260 Jahren (2020). | 1974                       | ND Bös 4    |
|                | 1 Traubeneiche (Quercus petraea)   | Bösperde\|  | Heidestraße 77 (51° 27′ 27,7″ N, 7° 45′ 26,9″ O)                                           | Prägender Hofbaum am Haus Kotten mit einem geschätzten Alter von 310 Jahren (2020). | 1974                       | ND Bös 6    |
| weitere Bilder | 21 Sommerlinden                    | Bösperde    | Östlich Heidestraße 77 (51° 27′ 29,5″ N, 7° 45′ 29,8″ O)                                   | Orts- und hofprägende Lindenallee östlich vom Haus Kotten. | 1974                       | ND Bös 9    |
|                | 2 Eschen                           | Bösperde    | Östlich Heidestraße 77 (51° 27′ 29,5″ N, 7° 45′ 32,5″ O) (51° 27′ 29,7″ N, 7° 45′ 32,7″ O) | Am Beginn der Sommerlindenallee, die zum Haus Kotten (Heidestraße 77) führt. | 1974                       | ND Bös 10   |
|                | 1 Rosskastanie                     | Bösperde    | Östlich Heidestraße 77 (51° 27′ 29,1″ N, 7° 45′ 27,3″ O)                                   | Prägender Hofbaum mit einem geschätzten Alter von 130 Jahren (2020). | 1974                       | ND Bös 11   |
|                | 1 Winterlinde                      | Oesbern     | Krähbrink 4 (51° 27′ 4,8″ N, 7° 51′ 37,7″ O)                                               | Landschaftsprägender Einzelbaum mit einem geschätzten Alter von 110 Jahren (2020). | 1974                       | ND Oes 3    |
| weitere Bilder | 1 Trauben-Eiche (Quercus petraea)  | Oesbern     | Südöstlich von Oberoesbern (51° 26′ 15,5″ N, 7° 51′ 59,6″ O)                               | Der Dicke Berta genannte Baum ist vermutlich die älteste Eiche im Märkischen Kreis mit einem 2014 gemessenen Stammumfang von 5,74 Meter. Ihr Alter wird auf 700 Jahre geschätzt (2014). Sie befindet sich im Naturschutzgebiet Luerwald und Bieberbach. | 1974                       | ND Oes 5    |
|                | 1 Stieleiche                       | Brockhausen | Westlich Dentern 44 (Hof Korte) (51° 28′ 14,6″ N, 7° 49′ 26,3″ O)                          | Landschaftsprägender Einzelbaum mit einem geschätzten Alter von 130 Jahren (2020), der sich etwa 340 Meter westlich des Hofes befindet. | 1974                       | ND Schwi 3  |
|                | 1 Sommerlinde (Tilia platyphyllos) | Schwitten   | Stiftstraße 120 (51° 26′ 59,5″ N, 7° 48′ 23,6″ O)                                          | Landschaftsprägender Einzelbaum nahe dem Forsthaus Lahr mit einem geschätzten Alter von 160 Jahren (2020). | 1974                       | ND Schwi 6  |
| weitere Bilder | Mendener Konglomerat               | Schwitten   | Nahe Stiftstraße 120 (51° 27′ 2,5″ N, 7° 48′ 30″ O)                                        | Konglomerat am Fuß des Lahrberges oberhalb des Lahrbaches, nordöstlich des Forsthauses Lahr. |                            | ND Schwi 7  |
| weitere Bilder | Mendener Konglomerat               | Schwitten   | Nahe Stiftstraße 120 (51° 27′ 2,9″ N, 7° 48′ 25,2″ O)                                      | Konglomerat nordwestlich der Fischteiche des Forsthauses Lahr und nördlich der Stiftstraße, am Fuß des Berges Große Haar. |                            | ND Schwi 8  |
|                | 1 Stieleiche                       | Ostsümmern  | Westlich Überm Gaxberg 122 (51° 25′ 10″ N, 7° 44′ 44,8″ O)                                 | Landschaftsprägender Einzelbaum mit einem geschätzten Alter von 230 Jahren (2020). | 1974                       | ND Süm 1    |
|                | 1 Stieleiche                       | Asbeck      | Mailindeweg (Todtenberken) (51° 23′ 38,1″ N, 7° 53′ 9,4″ O)                                | Landschaftsprägender Einzelbaum mit einem geschätzten Alter von 140 Jahren (2020). | 1970                       | LPL2 2.3.48 |
|                | 1 Rotbuche                         | Asbeck      | Nördlich Schieberg (Flur 2 Flurstück 38) (51° 24′ 11,7″ N, 7° 52′ 54,1″ O)                 | Landschaftsprägender Einzelbaum mit einem geschätzten Alter von 160 Jahren (2020). | 1970                       | LPL2 2.3.50 |
|                | 3 Stieleichen                      | Asbeck      | Hüstener Straße (Flur 2 Flurstück 48) (51° 24′ 11,6″ N, 7° 53′ 18,1″ O)                    | Landschaftsprägende Baumgruppe mit einem geschätzten Alter von 100 Jahren (2020). | 1970                       | LPL2 2.3.51 |